# Limmy
Brian Limond (né le 20 octobre 1974), mieux connu sous le nom de Limmy, est un humoriste, acteur, blogueur, scénariste, producteur, musicien, écrivain, podcasteur et streameur écossais. Alors qu'il travaillait comme concepteur de site Web et développeur Flash, il commence à publier des sketches sur son site Web et son blog, Limmy.com, qui contenait divers projets en Flash. À la fin de l'année 2006, il publie un podcast quotidien intitulé Limmy's World of Glasgow, qui suscite l'intérêt des principaux médias britanniques.
Limmy poursuit son œuvre comique pendant plusieurs années, avant d'être embauché par la BBC Scotland pour créer sa propre émission télévisée à sketchs, Limmy's Show. S'étalant sur trois saisons, le programme est diffusé entre 2010 et 2013, et comprend un épisode spécial de Noël. Il remporte deux prix BAFTA Scotland en 2011 et 2013,. Limmy revient ensuite à partir de 2018 avec une autre émission à sketchs, Limmy's Homemade Show, Il s'investit également dans diverses autres activités, telles que l'écriture de livres et la représentation de spectacles en live,. Il utilise assidument les plateformes médiatiques en ligne telles que Twitter, YouTube, Twitch et auparavant Vine.

## Biographie

### Jeunesse
Brian Limond nait le 20 octobre 1974 à Glasgow de Jessie et Billy Limond et y grandit dans le quartier de Carnwadric (en). Il trouve le succès comme web-designer et développeur Flash après avoir commencé à travailler pour BlackID, une nouvelle entreprise du secteur des médias basée à Glasgow. À l'été 2000, des employés de BlackID créent Flammable Jam, une société rivale dont Brian est co-directeur,. Pendant son séjour là-bas, il est invité à contribuer au livre « New Masters of Flash: The 2002 Annual », une ressource pour les développeurs Macromedia Flash. En 2001, lui et deux autres co-directeurs quittent Flammable Jam pour fonder la société Chunk Ideas,,. En 2006, il vend ses parts au cofondateur Donnie Kerrigan afin de se concentrer sur sa carrière de comique.

### Carrière d'humoriste
Le magazine culturel écossais The List (en) classe Limmy quatorzième de sa liste « Hot 100 » en 2006, qui célèbre les personnes ayant le plus grand impact sur la vie culturelle en Écosse au cours de l'année. En mars 2007, il monte sur scène pour deux représentations à guichets fermés au Glasgow International Comedy Festival (en). En 2007, il joue un personnage appelé Zack Eastwood dans les émissions de télévisions Consolevania (en) et VideoGaiden (en) dédiées au jeu vidéo. En juin 2009, la BBC lui passe une commande pour une série télévisée à sketchs de six épisodes intitulée Limmy's Show, diffusée par BBC Scotland à partir de janvier 2010,. La BBC commande ensuite une seconde série de la même émission, diffusée par la BBC Scotland à partir de février 2011,. Une troisième série est diffusée à partir de novembre 2012, ainsi qu'un épisode spécial de Noël en décembre 2013,,. Limmy écrit ensuite un pilote pour une sitcom basée sur Falconhoof, un personnage récurrent de Limmy's Show, mais l'émission est refusée par la BBC Scotland. Il fait une apparition dans la série The IT Crowd dans l'épisode « Finale sanglante », jouant le rôle d'un nettoyeur de vitres à l'accent de Glasgow inintelligible, diffusé en juillet 2010.
En 2014, Limmy occupe régulièrement un segment de l'émission satirique Weekly Wipe (en) de Charlie Brooker,. Il est également connu pour ses chats webcam en direct, dans lesquels il interagit avec les fans et fait de la musique. En 2015, Limmy écrit son premier livre sous forme d'un recueil de nouvelles intitulé « Daft Wee Stories », publié par Random House,. Afin de promouvoir le livre, Limmy entreprend une tournée de lecture du livre au Royaume-Uni. Trois de ces nouvelles sont également publiées dans le journal The Scotsman.
En janvier 2016, Limmy joue quatre nuits au Clyde Auditorium et une nuit au Hammersmith Apollo, adaptant le contenu de ses émissions pour devenir Limmy Live!. Le 1er mai 2017, il publie un second recueil de nouvelles, « That's Your Lot », se lançant à nouveau dans une tournée de lecture du livre au Royaume-Uni,.
Limmy apparait sur le podcast Richard Herring's Leicester Square Theatre Podcast (en) en 2015, 2017, et 2020. Il apparait également dans le Blindboy Podcast en 2020.
Limmy est notamment connu pour les hommages parodiques qu'il tweete souvent à l'annonce de la mort d'une célébrité : il déclare invariablement qu'il « a eu le plaisir de rencontrer [...] lors d'une œuvre caritative une fois. [...] était étonnamment terre-à-terre, et TRÈS drôle ». À l'annonce de la mort du propriétaire de boîte de nuit Peter Stringfellow (en), son tweet est rapporté à tort comme un véritable hommage par la chaîne de télévision britannique Sky News. Le tweet deviendra finalement le titre de l'autobiographie de Limmy, « Surprisingly Down to Earth, and Very Funny: My Autobiography », qui parait en 2019.
En 2017, la BBC commande ce qui était alors censé être une émission spéciale unique de Limmy's Homemade Show, et qui est diffusée en avril 2018. Initialement destiné à être une websérie avant d'être repris par la BBC, le spectacle est produit, interprété, réalisé, filmé et monté par Limmy seul. Une série complémentaire est commandée par la BBC et a commencé à être diffusée en avril 2020.
Tous les vendredis, Limmy tweete « Allez écouter le nouveau single des Daft Punk, « Get Lucky », si vous en avez l'occasion. Son de l'été. ».

## Vie privée
Brian Limond a souffert de problèmes de santé mentale tels que la dépression et les pensées suicidaires, ainsi que d'alcoolisme. Il discute régulièrement de manière ouverte de ces questions sur les réseaux sociaux et lors de ses interviews. Il est abstème depuis 2004. Il est en couple avec Lynn McGowan depuis 2000. En 2010, ils ont un fils nommé Daniel McGowan Limond.
Limond soutient le Parti national écossais et de l'indépendance écossaise, bien qu'il soit sceptique que cela se produise un jour.
Il soutient également le parti politique irlandais People Before Profit pour les élections du conseil municipal de Belfast en 2019.

## Dans la culture populaire
L'expression de visage confuse de Limmy dans l'un des sketchs de Limmy's Show est devenu un mème internet connu sous le nom de « Steel Is Heavier Than Feathers » (« l'acier est plus lourd que les plumes »). Dans celui-ci, ses amis tentent longuement de lui expliquer pourquoi un kilogramme d'acier a le même poids qu'un kilogramme de plumes, mais font face à sa constante et totale incompréhension.

## Filmographie
- 2007 : Consolevania (en) : Zack Eastwood
- 2007 : VideoGaiden (en) : Zack Eastwood
- 2010 : The IT Crowd : laveur de vitres (épisode « Finale sanglante »)
- 2010-2013 : Limmy's Show : personnages divers
- 2011 : Charlie Brooker's 2011 Wipe : lui-même
- 2014 : Charlie Brooker's Weekly Wipe (en) : lui-même (5 épisodes)
- 2015 : Pompidou (en) : bricoleur
- 2018-2020 : Limmy's Homemade Show : personnages divers
- 2020 : Limmy's Other Stuff (en) : lui-même

## Jeux vidéo
- 2011 : Raffle King (Android)[52]
- 2014 : Farting Boaby (Android)[53]
- 2014 : Jumping (Android)[54]
- 2014 : Swearing Xylo! (Android)[55]

## Récompenses
- 2011 : Prix BAFTA Scotland de la meilleure émission de divertissement (Limmy's Show)[3]
- 2013 : Prix BAFTA Scotland de la meilleure émission de divertissement/comédie (Limmy's Show)[4]